# Podgobje
Podgobje ali micelij je vegetativno telo glive, sestavljeno iz hif. Hifa zraste iz spore, se razveji in takrat nastane micelij. Razplodni del glive je vidni del glive - goba, medtem ko je njeno pravo “telo” – micelij, skrit v substratu. Substrat je zemlja, les ali drugi vir hrane.
Največji organizem na svetu je verjetno enoten glivni micelij glive črnomekinasta mraznica (Armillaria ostoyae), ki se razprostira na 890 hektarjih v vzhodnem Oregonu v ZDA in so ga odkrili leta 1998. Ocenjuje se, da je organizem star okoli 2400 let.